# Samán de Güere
El Samán de Güere es el nombre dado a un árbol de samán (Samanea saman) situado en la avenida Intercomunal Santiago Mariño del municipio homónimo, Venezuela. El árbol fue declarado monumento nacional en 1933 por el entonces presidente de Venezuela Juan Vicente Gómez. Junto al árbol se encuentran rodeándolo elementos de la Independencia de Venezuela, incluyendo cañones de la era y rifles de la época independentista que rodean en estilo de cerca el árbol. Actualmente el árbol y su ambiente inmediato constituyen un monumento histórico natural por ciertos eventos del pasado, incluyendo haber sido el punto visitado por el Libertador Simón Bolívar con sus tropas en su paso por Aragua. Descrito por el ilustre botánico Alexander von Humboldt como un árbol de unos 18 m de circunferencia en su punto más ancho:

«Al salir del pueblo de Turmero, a una legua de distancia, se descubre un objeto que se presenta en el horizonte como un terromontero redondeado, como un túmulo cubierto de vegetación. No es una colina ni un grupo de árboles muy juntos, sino un solo árbol, el famoso Samán de Güere, conocido en toda la provincia por la enorme extensión de sus ramas, que forman una copa hemisférica de 576 pies [18,8 metros] de circunferencia... Los habitantes de estos valles, y sobre todo los indios, tienen veneración por el Samán de Güere, al que parecen haber hallado los primeros conquistadores poco más o menos en el mismo estado en que hoy lo vemos. Desde que se le viene observando atentamente no se le ha visto mudar de grosor ni de forma»
Alexander von Humboldt.

Junto con Humboldt, otros científicos, historiadores, poetas y artistas dedicaron segmentos al Samán de Güere en sus obras, incluyendo Andrés Bello, Rafael María Baralt, Fernando Bolet y Jacobo Borges. Bello, por su parte, estando en Londres, escribió un poema titulado Alocución a la poesía en donde compara al Libertador Simón Bolívar con el Samán de Güere.

## Nombre
El Samán de Güere recibió su nombre del valle donde se ubica, llamado Güere, un vasto territorio entre las poblaciones de Turmero y Maracay. La palabra Güere es de origen indígena que significa «zona de rayado», probablemente porque en los terrenos que rodean al monumento se sembraba, cosechaba y "rayaba" la yuca en la preparación del casabe de yuca indígena. Una montaña de pequeña altura en la vecindad de Turmero también es llamado Güere, al igual que el Río Güere que pasa desde el estado Anzoátegui y vierte en el Mar Caribe. Güere es el nombre de una pequeña población de indígenas que vivían en diferentes puntos a orillas del río Güere. Un censo realizado por Pedro de Brizuela identificó unos 200 indígenas entre los Güeres del siglo XVII.
En 1957 cayó de la copa una inmensa rama del árbol que acabó matando a un hijo del samán que había sido sembrado a su lado. En homenaje al hecho, el presbítero de la zona compuso el conocido Himno al Samán de Güere: «Aunque tu tronco hiere la garra de los siglos, tu gloria nunca muere».

## Estudios

### Alexander von Humboldt

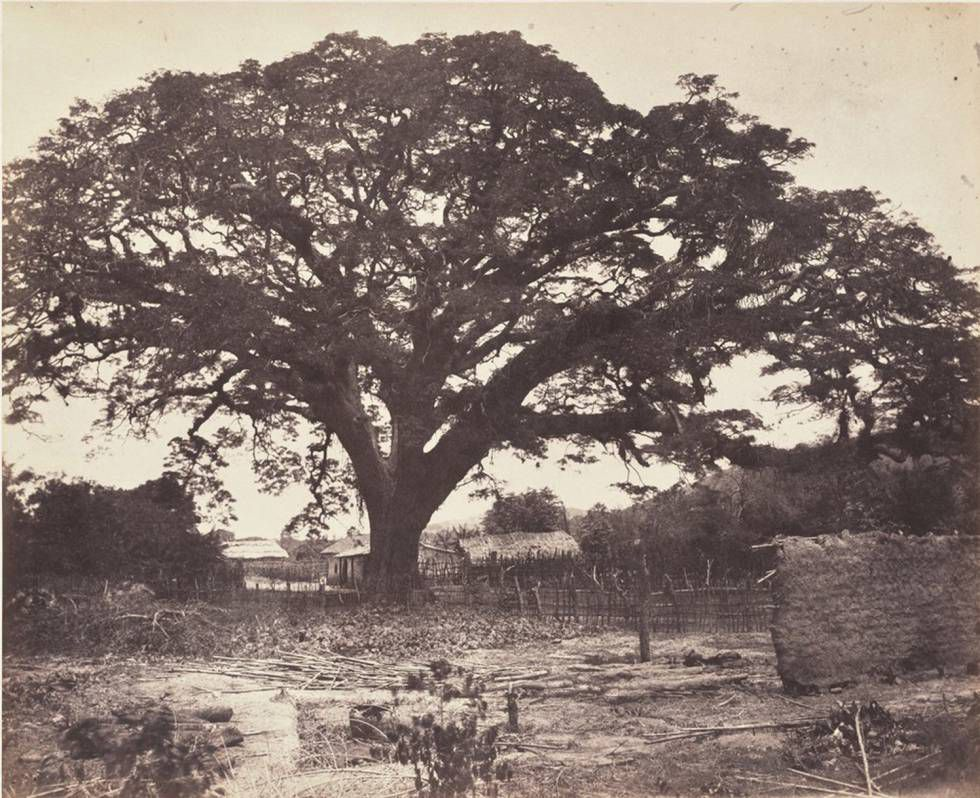
Fotografía tomada alrededor de 1857 por Pál Rosty de Barkócz, titulado Der große Zamang (el gran samán).

El primer y más exhaustivo estudio del Samán de Güere fue hecho por el biólogo alemán Alexander von Humboldt durante sus viajes entre 1799–1804 por las Américas. En Venezuela, el 7 de febrero de 1800, parte con un grupo de 18 personas desde Caracas rumbo al Orinoco. Durante este trayecto visitan a varias familias nobles y reconocidas de la región central del país, incluyendo Don José de Manterola cuya hacienda estaba a orillas del Río Tuy; Fernando Key Muñoz; Don Francisco Montera en su hacienda de La Victoria en las faldas de la montaña de Guayraima que Humboldt comparó con el valle de Hasli en los alpes uraneses del cantón suizo de Berna; el ilustre y erudito Gerónimo Enrique de Uztáriz y Tovar con quien Simón Bolívar había vivido un tiempo y donde conoció a su futura esposa María Teresa del Toro y Alayza; Francisco Rodríguez del Toro conocido como "El Marqués del Toro" y General en la Guerra de Independencia de Venezuela; y probablemente también en la hacienda de la familia del futuro presidente de Venezuela Manuel Felipe de Tovar. Algunos de estos importantes personajes de la colonia venezolana pudieron haber acompañado a Humboldt a admirar el Samán de Güere, en especial Gerónimo de Uztáriz quien había sido uno de los más importantes maestros de Simón Bolívar. Desde este punto Humboldt continúan con su partida en su viaje hasta el Orinoco pasando por Calabozo. Fue tan popular la descripción de Humboldt del maravilloso árbol que desde entonces viajeros alemanes pasando por Venezuela la llamaban «el árbol de Humboldt». Simón Bolívar dijo que el «barón Humboldt ha hecho más bienes a America que todos sus conquistadores».
Humboldt midió el árbol, obteniendo una circunferencia a nivel de la corona de 180 m, el diámetro era de aproximadamente 60 m con un tronco irregular y retorcido de 2,8 m de diámetro y una altura de 19 m. Humboldt mencionó en su reporte que se decía que el árbol había obtenido pocos cambios desde la colonización española de Venezuela. Humboldt estimó que el samán podría ser tan viejo como el drago milenario de Icod de los Vinos. Humboldt reportó en su descripción del Samán de Güere que estaba siendo infestado por varias especies de parásitos vegetales, entre ellos Tillandsias, Loranteas y Pitahayas que cubrían las ramas y desgarraban su corteza.
Otro científico alemán, Anton Goering, al describir la variada flora de Venezuela también destacó la presencia del árbol, afirmando que su copa es tan inmensa que hasta mil hombres podían pararse bajo su sombra.

### Paul de Rosti
Dos años antes de morir Humboldt, recibió la visita del fotógrafo húngaro Pál Rosty de Barkócz (1830-1874), quien obsequió a Humboldt un álbum de fotografías tomadas en 1857-1858 que incluía la primera foto conocida del samán. Humboldt revisó el libro y cuando llegó a la foto del samán se llenó de emoción, llevándose una mano a la frente y exclamó: «ese hermoso árbol, está lo mismo ahora sesenta años: ninguna de sus grandes ramas se ha doblado; está exactamente tal como lo contemplé con Bonpland». Rosti fue el primero en registrar fotográficamente la imponente imagen del samán. La foto original se encuentra recluida en el Museo Nacional de Budapest. En su reporte del samán, Rosti menciona que «el árbol tiene gran fama y es respetado en toda Venezuela, lo cuidan con esmero y el pueblo tiene veneración por él».

## Simón Bolívar
El Samán de Güere fue punto específico de reunión y de descanso de varios líderes de la Independencia de Venezuela y sus tropas, así como también sus enemigos. Las tropas españolas acamparon bajo la asombrosa sombra del Samán de Güere cuando se libró la Batalla de San Mateo donde obtuvo la inmortalidad el granadino Antonio Ricaurte. Más adelante Simón Bolívar quien fuera nombrado El Libertador, se detendría en diversas jornadas de la guerra de Independencia bajo el Samán de Güere. 
Un brote hijo del Samán de Güere había sido sembrado a orillas del río Catuche, en Caracas, por disposición de Juan Domingo del Sacramento Infante (Caracas, Venezuela, década de 1710-12 de diciembre de 1780), alarife y maestro mayor de obras de origen afroespañol, cuando por iniciativa propia fundó y construyó en Caracas el templo de la Santísima Trinidad en 1744. Esta obra posteriormente fue decretada como Panteón Nacional, el 27 de marzo de 1784. A la sombra del Samán de la Santísima Trinidad, sostuvieron conversaciones los entonces jóvenes Andrés Bello y Simón Bolívar, maestro y discípulo. Este árbol, hijo del Samán de Güere, también se le conoce como Samán de Catuche, Samán del Buen Pastor, y Samán de Andrés Bello, pues el maestro de las letras americanas dejó registros nostálgicos de este árbol en su obra poética y epistolar.

## Monumento Histórico
El presidente venezolano Juan Vicente Gómez rindió un tributo protocolario al Samán de Güere el 24 de julio de 1926, cuya ceremonia incluyó el discurso más importante del evento por el sacerdote Carlos Borges. Gómez rodeó el árbol con una cerca semi-protectora hecha de 419 fusiles con sus respectivas bayonetas, construyó un arco que sirve de entrada al monumento y asentó dos cañones decorativos. El presidente Juan Vicente Gómez, como pago a la devoción de su leal guardaespaldas Eloy Tarazona  le concedió varios terrenos que rodean e incluyen al Samán de Güere. Gómez luego convirtió al samán en monumento nacional en 1933. Gómez, quien promulgaba con frecuencia su rol de albacea y heredero de múltiples glorias bolivarianas, declaró al Samán de Güere el «monumento vegetal de los venezolanos».

## Restauración
Desde los años 1950 el árbol histórico ha venido en decadencia y destrucción quedando muy decrépito y mutilado. El Samán de Güere, junto con su monumento adyacente que incluye dos cañones, fusiles de bayonetas y un busto de Simón Bolívar, carece de proyectos continuos de restauración, por lo que han permanecido en estado de abandono y olvido por la mayor parte del siglo XX y en especial del siglo XXI. Aguas blancas, principalmente por las lluvias anuales suelen acumularse en los espacios del monumento y la maleza crece hasta cubrir la mayor parte de la zona. El Samán ha recibido fuertes rayos de relámpagos lo que ha matado parte del árbol, hasta que el 18 de septiembre de 2000 poco antes de la media noche, su tronco principal cayó por los fuertes vientos que arreciaban sobre el ya podrido madero. Casi de inmediato y en busca de beneficio al vender las históricas piezas caídas, sujetos desconocidos arrancaron piezas de hasta 80 kilos.
A consecuencia de la caída del tronco del Samán en 2000, el artista plástico y restaurador de Maracay William Mercay realizó una toma cívica resguardando al monumento de potenciales saqueos en curso,  luego de ello fue autorizado por la alcaldía del Municipio Santiago Mariño para restaurar el árbol. 
Su trabajo se inició el 22 de septiembre de 2000 y consistió inicialmente en esterilizar el restante tronco, eliminar las áreas de humedad, otros focos de infecciones y nidos de insectos con el objetivo de petrificar los restos. Este preparativo curativo permitió un efectivo proyecto de introducir en una bóveda de vacío a 30 bar bajo cero,  aproximadamente 320 cm de diámetro del tronco 6,6 m de largo. La siguiente etapa es hacer una combinación sintética o acrílica con la corteza gris oscura que queda del árbol para que quede petrificado en su sitio de origen con sus características fisuras verticales y se vea como se viera hace 30-35 años. La excavación de las raíces previo a su petrificación fue supervisada por el Instituto de Patrimonio Cultural en octubre de 2000. Se plantea forrar las raíces de bronce y se planifica una base de mármol.
A pesar de la autorización Mercay no contó con recursos reales por parte del Municipio Santiago Mariño ni por la Gobernación del estado Aragua.
Finalmente, después de reiteradas solicitudes y peticiones a la presidencia de la República el gobernación del Estado Aragua, el gobernador Didalco Bolívar bajo órdenes estrictas del entonces presidente Hugo Chávez, aprobó ficticiamente el financiamiento adicional para la Sociedad Conservacionista como estrategia política el Gobernador, para no entregar los recursos al Restaurador si no a una fundación de su conveniencia.
Hugo Chávez tras ser informado por el General Raúl Isaías Baduel quien se habría reunido con el Artista William Mercay, obligó al Gobernador a aprobar realmente los recursos y que fueran entregados al Restaurador.
Por su parte la Gobernación además ordenó la siembra de 100 árboles de samán en distintas zonas de la región en conmemoración al histórico Samán de Güere. El trabajo recibió también apoyo y financiamiento de la gobernación del Estado Barinas. Barinas fue declarado hijo del Samán de Güere por su contribución a la restauración del monumento y obsequiado algunos de los objetos históricos encontrados enterrados alrededor del samán, incluyendo dos monedas de los años 1850.

### Hallazgos
Durante la excavación de las raíces más profundas del samán, a unos 60 cm de profundidad, William Mercay  reportó el hallazgo de un trozo de vasija de porcelana que estiman ser de unos 300 años. Poco después reportó los hallazgos de un trozo de hueso peculiar, parecido al que tendrían los tigres diente de sable en eras prehistóricas, así como pequeñas piezas de vasija probablemente precolombina y cerámicas indígenas. Por su parte, la corteza del árbol, en camino a ser momificado, reveló que contenía un clavo de hierro forjado localizado a 3 cm de profundidad de la corteza y un proyectil de plomo de arcabuz enterrado a 9 centímetros de profundidad probablemente de los años 1730. El cronista de Turmero Ciro Guzmán Morillo estimó ser de la Guerra Federal a mediados de los años 1850.
Otros elementos encontrados durante la restauración, incluyen una caminería tipo plazoleta a 70 cm bajo tierra que posiblemente data de los días que Paul de Rosti estuvo en el lugar tomando fotos de la ciudad, monedas de finales del siglo XX, un crucifijo del año 1906, tres machetes y una herradura de caballo que estiman ser de la época gomecista y una moneda de 1843 durante el último gobierno de José Antonio Páez. Dos de los machetes encontrados estaban ubicados uno sobre el otro en forma de cruz, característico de ciertos rituales que se hacían bajo el árbol. Todas las piezas fueron entregadas a las autoridades de la ciudad en vista de un posible museo histórico construido en los alrededores del Samán de Güere.

## Descendencia

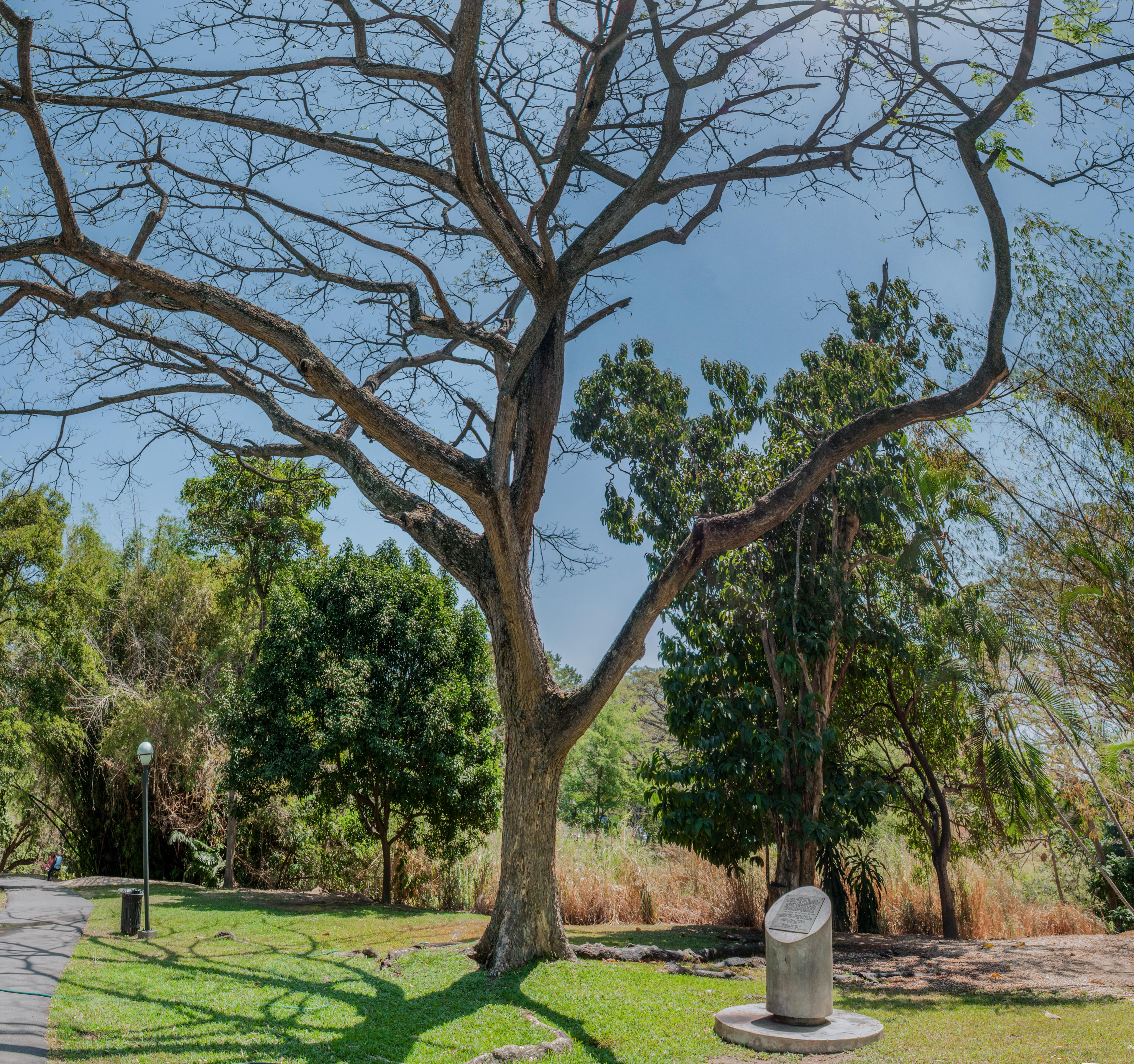
Nieto del Samán de Güere en los terrenos del Parque Negra Hipólita, Valencia (Venezuela).

- Samán del barranco del río Catuche, al este del puente de la Trinidad en Caracas: hijo del Samán de Güere y al cual Andrés Bello dedicó su poema A un samán. El árbol fue sembrado por Juan Domingo del Sacramento Infante por obsequio de Hipólito Blanco, quien le trajo la estaca en 1753.[15]
- Samán de Táriba, hijo del Samán de Güere. Sembrado por Tomás Morantes, por encargo del párroco de la época Ramón García, el 29 de diciembre de 1888 en la plaza Sucre de Táriba, en el Municipio Cárdenas del Estado Táchira.
- Samán de Güere de Campo Carabobo, nieto del Samán de Güere, sembrado por niños del Colegio Leopoldo Yánez, de Fe y Alegría, en los jardines del Monumento a la Batalla de Carabobo, el 24 de junio de 1964, en conmemoración de la mencionada batalla.
- Samán en Charallave, en la Urbanización La Estrella, segunda etapa, Av. Aldebarán, entre los Edificios Urano 1 y 2: nieto del Samán de Güere.
- Samán en el Colegio El Ángel en la Urbanización Chuao, Caracas: nieto del Samán de Güere.[16]
- Samán en el Colegio Conopoima, Avenida principal de la Lagunita del municipio El Hatillo, Caracas, sembrado en 1978 con motivo del Día del Árbol: nieto del Samán de Güere.[17]
- Nieto del samán: Río Cabriales, en los terrenos del Parque Negra Hipólita en la ciudad de Valencia (Venezuela). El árbol fue sembrado durante la administración del Presidente Jaime Lusinchi.
- Nieto del samán: en la Universidad Nacional Experimental de los Llanos Occidentales "Ezequiel Zamora", en el Vicerrectorado de Barinas.
- Nieto del Samán: En la plaza Bolívar de San Pedro del Río Estado Táchira
- Nieto del Samán: En la Universidad Monteávila, ubicada en Caracas. Sembrado entre la U. Monteávila y Sadarbol en octubre de 2013Descendiente del Samán de Güere. Jardin del Liceo San José. Los Teques. Estado Miranda. 30 de mayo de 1977

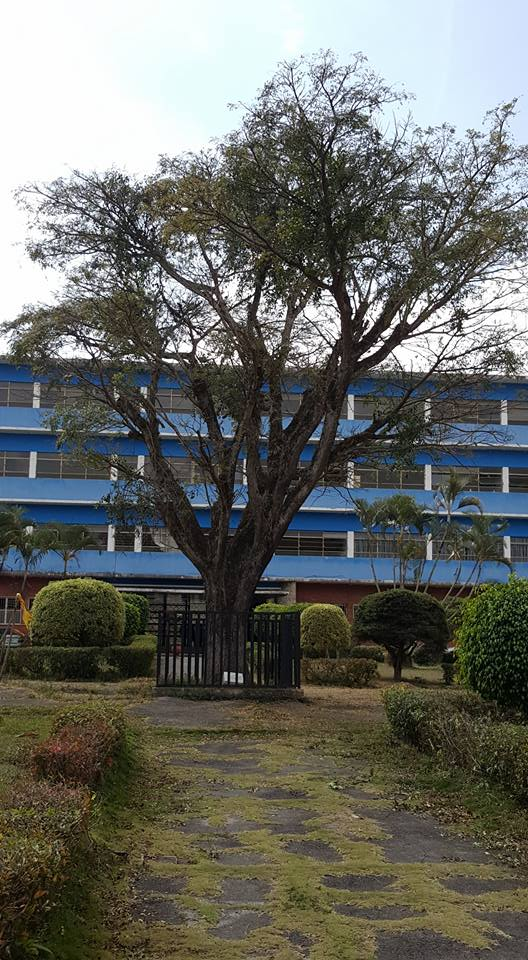
Descendiente del Samán de Güere. Jardin del Liceo San José. Los Teques. Estado Miranda. 30 de mayo de 1977

- Nieto del Samán: Sembradas en la Finca San Lorenzo en las cercanías de Bochalema, Colombia. La tradición oral señala que las semillas fueron traídos del Samán de Táriba en el fronterizo municipio Cárdenas del Estado Táchira en Venezuela.
- Nieto del samán: Sembrado en el hospital Dr. Rafael Zamora Arévalo (HRZA) de la ciudad de Valle de la Pascua, Estado Guarico.
- Nieto del samán: Sembrado en la Unidad Educativa Antonio José de Sucre en la comunidad El Pueblito, Estado Táchira (mayo de 1989).
- Nieto del Samán: Sembrado por la promoción Padre Suárez - Prof Ferrer, Liceo San José de Los Teques, Estado Miranda 1977
- Nieto del Samán: Nieto del de Guere, hijo del de Catuche, Sembrado por SADARBOL en la Universidad Monte Ávila en el año 2013

## Leyendas
- En el año 950 los indios Caribes se enfrentarían en batalla contra los Arahuacos quienes perdieron la batalla. El chamán de los Arahuacos perdió la vida y encontraron su cuerpo junto a un pequeño árbol que pasó a ser conocido como Shamá, en representación del fallecido chamán y de allí que el árbol hoy se le conoce como «samán».[cita requerida]

- Según las historias nacionalistas divulgadas durante las campañas de Marcos Pérez Jiménez, los caciques Guaicaipuro y Maracayá dirimieron sus diferencias bajo la histórica sombra.[cita requerida]

- El personaje de la novela de Eduardo Blanco, Santos Zárate es arrestado bajo el Samán de Güere, su lugar favorito para descansar en su pase por Turmero junto con su banda.[18]

- Se reporta que el teniente general español Serafín María de Sotto narró en una de sus crónicas que el samán pudo albergar a un ejército que pasaba de 11 mil soldados.[cita requerida]

## Epónimos
- Parroquia Samán de Güere del Municipio Santiago Mariño, Aragua.